# 舟山氏
舟山氏 / 船山氏 / 舩山氏（ふなやまし）は、諏訪氏の一族。信濃国埴科郡船山郷（舟山郷）より興った。
「諏訪系図」によると、小坂氏祖の小坂左近将監助忠（大祝敦信の弟）の子孫に満嗣があり、その子・伊勢守某が舟山を称したとされる。
系譜は、小坂助忠 – 小坂頼忠 – 小坂盛忠 – 小坂康嗣 – 小坂満嗣 – 舟山伊勢守 – 舟山四郎と続いている。
『姓氏家系大辞典』（太田亮）によると、舟山二兵衛なる者がいたとされる。また松平家臣で耕山船山甲四郎雅なる江戸の書家がいたという。
姓としては、東日本に多いとされる（丹羽基二『姓氏家系大事典』）。
また、「名字由来net」によれば、分布から長野県発祥は「諏訪大祝」、岐阜県発祥は「両面宿儺」、新潟県発祥は「天香山命」とあり、
今でもその地域の神社や山岳（万葉仮名を含む）の名で見られる。
その中で、長野県から山形県の開発に移住させられた舟山氏は、奥州安倍氏、奥州藤原氏に仕え、上杉氏や伊達氏、南部氏、最上氏に分かれて幕末。